# Márcio Diogo
Márcio Diogo Lobato Rodrigues (Pinheiro, 22 settembre 1985) è un calciatore brasiliano, attaccante svincolato.

## Caratteristiche tecniche
È una seconda punta che può giocare da ala.

## Carriera
Cresciuto nelle giovanili del Cruzeiro, ha disputato quasi tutta la sua carriera nelle serie inferiori del campionato brasiliano, fatta eccezione per i 6 mesi in prestito in Corea del Sud al Suwon Samsung Bluewings nel 2010.

## Palmarès

### Competizioni nazionali
- Coppa della Corea del Sud: 1

Suwon Bluewings: 2010

### Competizioni statali
- Campionato Cearense: 1

Fortaleza: 2015